# ESA Bottelare
KESA Bottelare, voluit Koninklijke Eendracht Sint-Anna Bottelare, is een Belgische voetbalclub uit de Merelbeekse deelgemeente Bottelare. De club is sinds de jaren zestig aangesloten bij de KBVB met stamnummer 6796 en heeft geel-rood als kleuren. ESA Bottelare treedt aan in de lagere provinciale reeksen.